# 崔姬
寧絲利·漢拜女爵士，DBE（Dame Lesley Hornby，1949年9月19日—），藝名徐姿（Twiggy），女，英國模特儿、演員以及歌手。

## 生平
徐姿在60年代紅極一時，她的畫眼線方法是個標記之一。她以短髮、大眼、瘦扁、充滿小女孩天真無邪風格成名，而且她只有五呎五吋高。也就是從她開始，模特兒被認為身材要纖瘦；因此被譽為「世界上第一位超級名模」。
70年代徐姿以演戲為主，間中接模特兒工作。
2005年，徐姿任馬莎百貨代言人，以及全美超級模特兒新秀大賽第五季評判，但確定第九季結束就會離開《全美超級模特兒新秀大賽》，離開的原因是行程過於緊湊。也有傳徐姿因為在第九季最後一集跟阿歷山大與泰雅和Nigel對抗，聲稱珊圖·鍾斯才是真正的超模。從而徐姿的位置會被另一超模寶麗娜·波域斯高娃（Paulina Porizkova）取代。

## 外部連結
- Official site （页面存档备份，存于）
- Twiggy在互联网电影资料库（IMDb）上的資料（英文）
- Twiggy在TV.com